# جو مادسن
جو مادسن (انگلیسی: Joe Madsen؛ زادهٔ ۱ سپتامبر ۱۹۸۹) بازیکن فوتبال آمریکایی است. او در فوتبال کالجی بازی کرده‌است.